# دافي جونسون
دافي جونسون (بالإنجليزية: Davey Johnson)‏ هو مدرب كرة القاعدة ‏ أمريكي، ولد في 30 يناير 1943 في أورلاندو في الولايات المتحدة.

## وصلات خارجية
- دافي جونسون على موقع دوري كرة القاعدة الرئيسي (الإنجليزية)
- دافي جونسون على موقع الدوري الياباني لكرة القاعدة (الإنجليزية)
- دافي جونسون على موقعبيزبول رفرنس.كوم (الدوري الرئيسي) (الإنجليزية)
- دافي جونسون على موقعبيزبول رفرنس.كوم (الدوري الثانوي) (الإنجليزية)
- دافي جونسون على موقع جمعية أبحاث البيسبول الأمريكية (الإنجليزية)
- دافي جونسون على موقع إي إس بي إن.كوم (أم.أل.بي) (الإنجليزية)
- دافي جونسون على موقع مشجعي الرسوم البيانية (الإنجليزية)
- دافي جونسون على موقع أوليمبيديا (الإنجليزية)
- دافي جونسون على موقع قاعة فلوريدا للمشاهير الرياضية (الإنجليزية)
- دافي جونسون على موقع الموسوعة البريطانية (الإنجليزية)
- دافي جونسون على موقع إن إن دي بي (الإنجليزية)